# Psamathée (lune)
Pour les articles homonymes, voir Psamathée.
Psamathée est un satellite naturel de Neptune découvert en 2003.

## Historique

### Découverte
Psamathée fut découvert par l'équipe de Scott S. Sheppard en utilisant le télescope de 4 m de l'observatoire interaméricain du Cerro Tololo au Chili, le 29 août 2003 ; la découverte fut annoncée le 3 septembre 2003.

### Dénomination
Psamathée porte le nom de Psamathée, personnage de la mythologie grecque ; Psamathée était l'une des cinquante Néréides selon Hésiode.
Psamathée reçut son nom officiel le 3 février 2007. Avant cela, il portait la désignation provisoire S/2003 N 1.

## Caractéristiques physiques
Psamathée est un petit satellite. En supposant qu'il possède un albédo de 0,04,, sa magnitude visuelle de 25,6 conduit à un diamètre de 38 km.
Par calcul, la masse de Psamathée est estimée à environ 4,36 × 1016 kg.

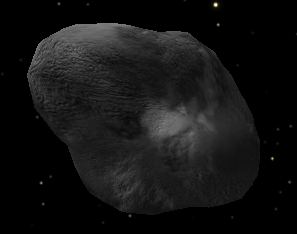
Représentation artistique de Psamathée.

## Orbite

Diagramme illustrant l'orbite des satellites irréguliers de Neptune.

Psamathée orbite autour de Neptune à la distance moyenne de 46 700 000 km en près de vingt-cinq ans, avec une inclinaison de 137° sur l'écliptique et une excentricité de 0,450. Il est rétrograde.
Psamathée est le deuxième satellite de Neptune le plus externe après Néso, atteignant 67 708 000 km à son apoapside, soit 0,45 ua (par comparaison, l'aphélie de Mercure n'est que de 0,47 ua). De fait, il est le deuxième satellite naturel le plus éloigné connu dans le système solaire.
La zone d'influence gravitationnelle prépondérante de Neptune est définie par le rayon de sa sphère de Hill, qui atteint environ 116 000 000 km, soit 0,77 ua, le plus grand de tous les corps du système solaire. Les satellites rétrogrades dont le demi-grand axe est inférieur à 67 % de ce rayon (soit 77 300 000 km) sont considérés stables[réf. nécessaire].
Du fait de similarités dans les éléments orbitaux de Néso, il a été suggéré qu'ils possèdent une origine commune après la fragmentation d'un satellite plus grand.